# Effie (vakprijs)
De EFFIE's zijn vakprijzen voor de marketing- en reclamebranche.
De EFFIE Awards werden in 1968 ingesteld door de American Marketing Association in New York. Deze prijzen worden elk jaar gegeven aan de reclamecampagne die het effectiefst zijn gebleken. EFFIE staat dan ook voor effectiviteit, en is, ondanks het schrijven met hoofdletters, dan ook geen afkorting zoals veel mensen denken.
De EFFIE wordt in Nederland sinds 1984 ieder jaar uitgereikt en is veruit de belangrijkste communicatieprijs in Nederland. Deelnemers aan de EFFIE moeten aannemelijk maken dat de communicatie een belangrijke of doorslaggevende rol heeft gespeeld in de geslaagde marketingoperatie.

## Categorieën
- FMCG, dit is eten, dus goederen die na eenmaal gebruiken geen genot meer aan de consument schenken.
- FMCG (Non-food)
- Pharma/Health - & Personal Care
- Overheid
- Non-profit / charitas
- Dienstverlening (Non-Financial) Deze categorie bevat dingen als telecommunicatie, energie, transport, (live) entertainment, educatie, recreatie & toerisme.
- Dienstverlening (Financial)
- Retail Business to Business
- Arbeidsmarkt
- Duurzame goederen, hierbij gaat het om goederen die na eenmaal gebruiken nog gebruiksgenot aan de consument kunnen verschaffen.